# Dipylon-Kanne

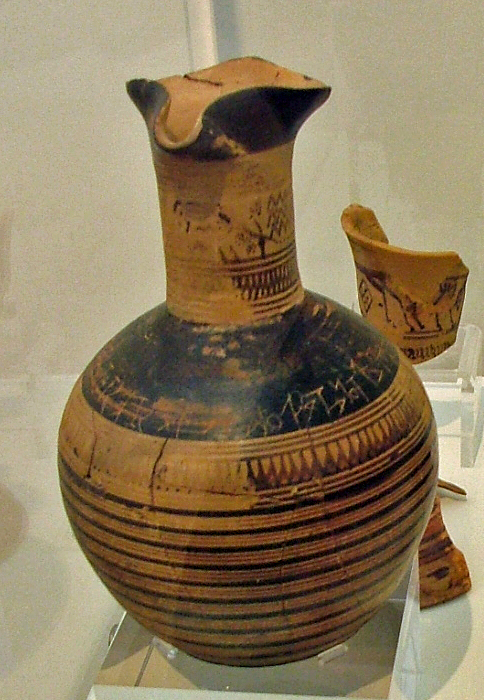
Dipylon-Kanne (im Vordergrund)

Die Dipylon-Kanne ist ein archäologischer Fund, der in einer nahe beim Dipylon, dem Haupttor des antiken Athen, gelegenen Begräbnisstätte gefunden wurde. Die Kanne (Oinochoe) stammt ungefähr aus dem Jahr 740 v. Chr. und enthält möglicherweise die älteste in Alphabetschrift verfasste griechische Aufschrift. 
Die Inschrift beginnt links vom Henkel, läuft nach links hin (linksläufige Schreibrichtung) und lautet:
Auf dem Hals der Oinochoe ist ein Reigentanz und das Spiel mit einer Phorminx dargestellt. Sie hat eine Höhe von 22,5 Zentimetern. In der Forschung ist umstritten, ob die Kanne oder der Nestor-Becher die älteste erhaltene in Alphabetschrift verfasste griechischen Inschrift trägt; sie gilt jedoch als die älteste im griechischen Mutterland gefundene Inschrift dieser Art.

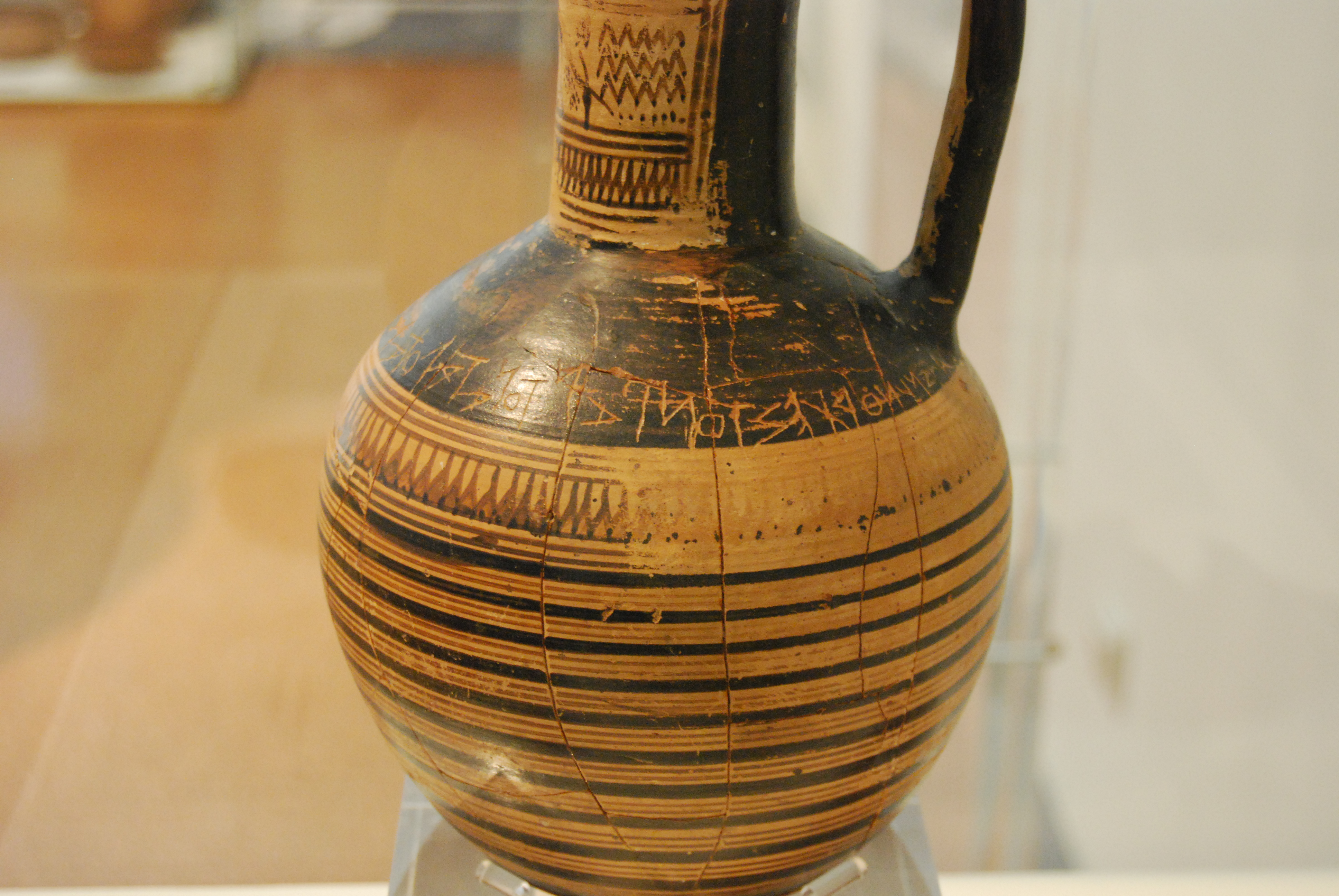
Die Inschrift der Dipylon-Kanne
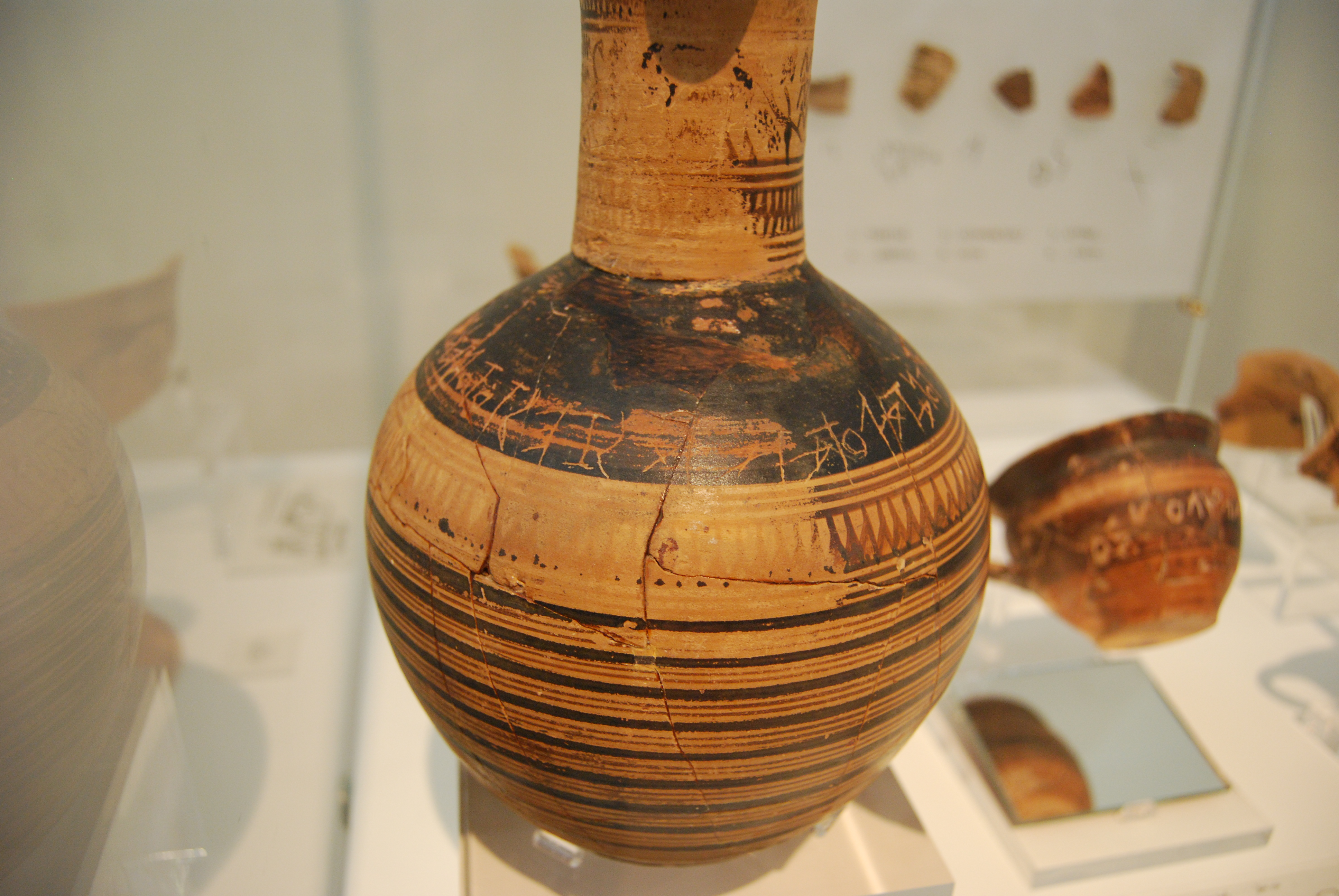
Inschrift auf der anderen Seite